# Borut Trekman
Borut Trekman, slovenski publicist, prevajalec, dramaturg, urednik in diplomat, * 4. december 1942, Ljubljana, † januar 2023
V Slovenskem biografskem leksikonu navajajo, da je Trekman po končani osnovni šoli obiskoval klasično gimnazijo v Mariboru, leta 1961 pa se je vpisal na takratno Akademijo za igralsko umetnost v Ljubljani. Še pred diplomo leta 1967 se je leta 1965 zaposlil na takratni RTV Ljubljana in bil do leta 1979 dramaturg v uredništvu radijskih iger, potem pa urednik igranega programa.
Borut Trekman ima impozanten radijski opus. Arhiv Uredništva igranega programa Radia Slovenija hrani okrog 600 radijskih iger in ostalih oddaj, pri katerih je bil Trekman dramaturg, 90 iger pri katerih se pojavlja kot prevajalec in več kot 40 koti režiser.
V zadnjem obdobju je bil diplomatski službi, mdr. 2003–08 veleposlanik RS v Belgiji.